# پلاس دو ترت

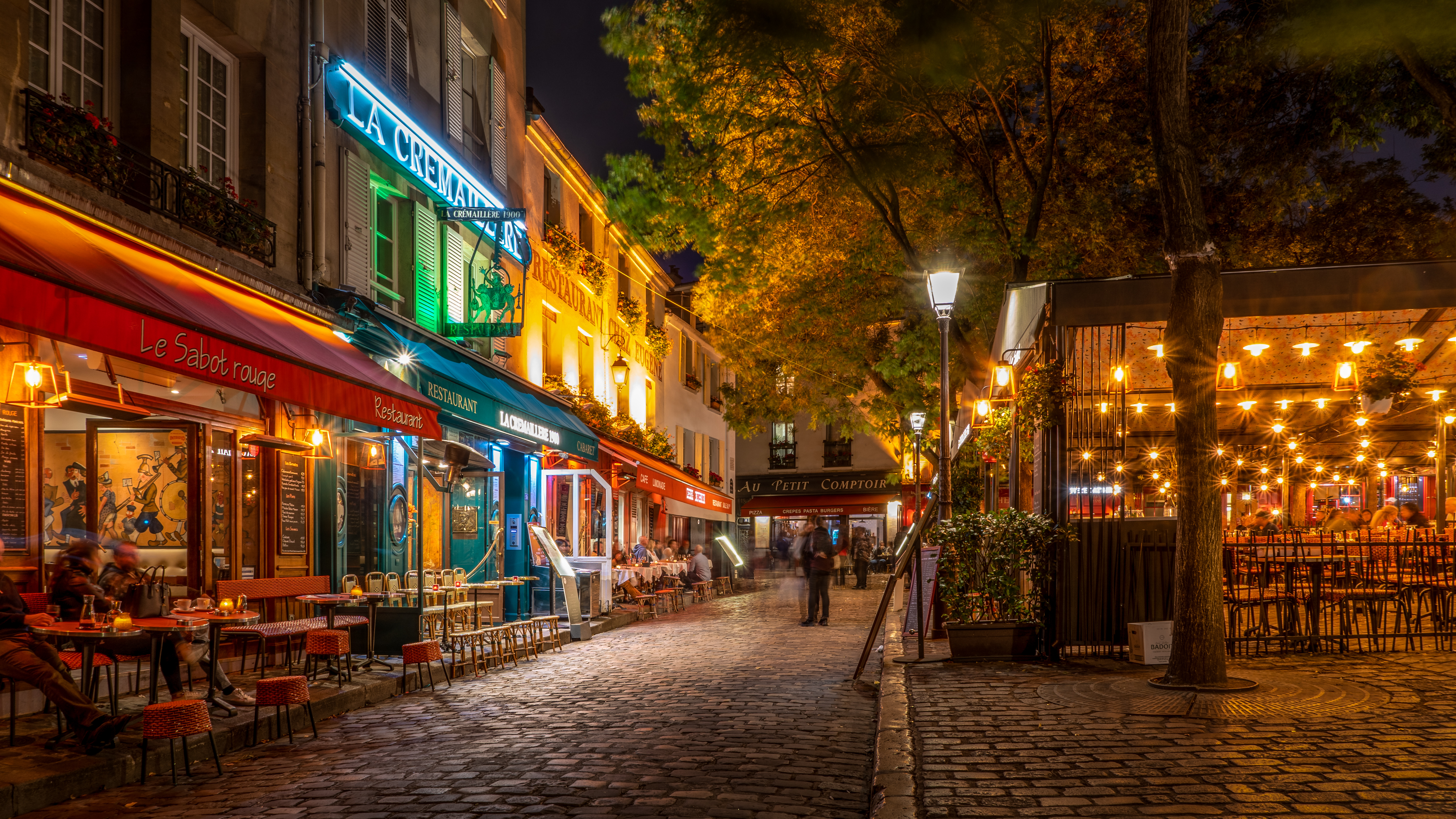
نگاره‌ای در شب از چند کافه و رستوران در میدان پلاس دو ترت در منطقه ۱۸ پاریس.

 پلاس دُو ترت (به فرانسوی: Place du Tertre) از میدان‌های پاریس است. این میدان در منطقه ۱۸ پاریس واقع شده‌است.